# Платтсбург (Нью-Йорк)
Платтсбург (англ. Plattsburgh) — місто (англ. city) в США, в окрузі Клінтон штату Нью-Йорк. Населення — 19 841 особа (2020). Розташоване на західному березі прикордонного з Канадою озера Шамплейна.
Платтсбург розташоване на південь від найближчого великого мегаполісу — канадського Монреаля через кордон між Канадою та США — за 90 км, від самого кордону — за 35 км (для громадян США та Канади перетин кордону безвізовий, причому контролюється лише в'їзд до країни, виїзд — без контролю і без зупинки транспорту).

## Географія
Платтсбург розташований за координатами 44°41′36″ пн. ш. 73°27′21″ зх. д. / 44.69333° пн. ш. 73.45583° зх. д. (44.693450, -73.455952). За даними Бюро перепису населення США в 2010 році місто мало площу 17,03 км², з яких 13,00 км² — суходіл та 4,03 км² — водойми.

### Клімат
| Клімат : Платтсбург     | Клімат : Платтсбург | Клімат : Платтсбург | Клімат : Платтсбург | Клімат : Платтсбург | Клімат : Платтсбург | Клімат : Платтсбург | Клімат : Платтсбург | Клімат : Платтсбург | Клімат : Платтсбург | Клімат : Платтсбург | Клімат : Платтсбург | Клімат : Платтсбург | Клімат : Платтсбург |
| Показник                | Січ.                | Лют.                | Бер.                | Квіт.               | Трав.               | Черв.               | Лип.                | Серп.               | Вер.                | Жовт.               | Лист.               | Груд.               | Рік                 |
| Абсолютний максимум, °C | 17,8                | 15,0                | 26,7                | 33,3                | 34,4                | 36,1                | 37,2                | 38,3                | 35,0                | 30,6                | 23,9                | 17,2                | 38,3                |
| Середній максимум, °C   | −3,3                | −1,7                | 3,9                 | 11,7                | 18,9                | 23,9                | 26,7                | 25,0                | 20,0                | 13,3                | 6,7                 | 0,0                 | 12,1                |
| Середній мінімум, °C    | −13,9               | −12,8               | −6,1                | 1,1                 | 7,2                 | 12,8                | 15,6                | 14,4                | 9,4                 | 3,3                 | −1,7                | −8,9                | 1,8                 |
| Абсолютний мінімум, °C  | −36,7               | −33,3               | −26,1               | −13,3               | −3,9                | 2,2                 | 4,4                 | 3,3                 | −2,2                | −8,3                | −17,8               | −29,4               | −36,7               |
| Норма опадів, мм        | 59                  | 47                  | 59                  | 75                  | 77                  | 86                  | 82                  | 95                  | 87                  | 71                  | 74                  | 63                  | 875                 |
| ----------------------- | ------------------- | ------------------- | ------------------- | ------------------- | ------------------- | ------------------- | ------------------- | ------------------- | ------------------- | ------------------- | ------------------- | ------------------- | ------------------- |
| Джерело:                |                     |                     |                     |                     |                     |                     |                     |                     |                     |                     |                     |                     |                     |

## Демографія
Згідно з переписом 2010 року, у місті мешкало 19 989 осіб у 8146 домогосподарствах у складі 3485 родин. Густота населення становила 1174 особи/км². Було 8691 помешкання (510/км²).
Расовий склад населення:
| - 89,9 % — білих - 3,5 % — чорних або афроамериканців - 2,8 % — азіатів - 0,4 % — корінних американців - 1,0 % — осіб інших рас |

До двох чи більше рас належало 2,4 %. Частка іспаномовних становила 3,4 % від усіх жителів.
За віковим діапазоном населення розподілялося таким чином: 13,9 % — особи молодші 18 років, 71,8 % — особи у віці 18—64 років, 14,3 % — особи у віці 65 років та старші. Медіана віку мешканця становила 29,7 року. На 100 осіб жіночої статі у місті припадало 89,1 чоловіків; на 100 жінок у віці від 18 років та старших — 86,8 чоловіків також старших 18 років.
Середній дохід на одне домашнє господарство становив 53 148 доларів США (медіана — 37 346), а середній дохід на одну сім'ю — 68 199 доларів (медіана — 52 407). Медіана доходів становила 39 836 доларів для чоловіків та 35 461 долар для жінок. За межею бідності перебувало 25,3 % осіб, у тому числі 31,1 % дітей у віці до 18 років та 8,1 % осіб у віці 65 років та старших.
Цивільне працевлаштоване населення становило 8913 осіб. Основні галузі зайнятості: освіта, охорона здоров'я та соціальна допомога — 29,4 %, роздрібна торгівля — 18,2 %, мистецтво, розваги та відпочинок — 17,8 %.

## Відомі особистості
- Джин Артур (1900—1991) — американська акторка
- Карен Веттерган (1948—1997) — американська вчена-хімік
- Майкл Філліп Андерсон (1959—2003) — американський льотчик, інженер в області обчислювальної та аерокосмічної техніки, астронавт США.